# أندرسون بريور
أندرسون بريور (بالإنجليزية: Anderson Pryor)‏ هو لاعب كرة قاعدة أمريكي، (و. 1900  م).